# Megachile plumata
Megachile plumata là một loài Hymenoptera trong họ Megachilidae. Loài này được Wu mô tả khoa học năm 2005.